# Miranda (linguagem de programação)
Miranda é uma linguagem de programação funcional, não restrita desenvolvida por David Turner, usando alguns conceitos das linguagens de programação anteriores como SASL e KRC, utilizando alguns conceitos de ML e Hope. Comercializada pela Research Software Ltda. da Inglaterra, da qual a palavra "Miranda" é uma marca registrada, ela foi a primeira linguagem puramente funcional, a ser utilizada como ferramenta comercial, e não para fins acadêmicos.
A solução para a maioria dos problemas é mais simples e sucinta em Miranda do que na maior parte das linguagens de programação, exceto a APL, e algumas outras linguagens funcionais, relatam seus usuários, que lhes permite produzir programas mais confiáveis em menos tempo do que com o desenvolvimento da programação imperativa, linguagens que eles tinham anteriormente utilizado.
Foi lançado em 1985, como um rápido interpretador em C para sistema operacional Unix-flavour, com subsequente liberação, em 1987 e 1989. Mais tarde a linguagem de programação Haskell é semelhante a muitos formatos de Miranda.